# Мумедж
Мумедж (перс. مومج‎) — село на севере Ирана, в остане Тегеран. Входит в состав шахрестана Демавенд. Является частью дехестана (сельского округа) Эбершиве бахша Меркези.

## География
Село находится в восточной части остана, в долине реки Деличай, к северу от автодороги 79, на расстоянии приблизительно 27 километров (по прямой) к востоку от города Демавенд, административного центра шахрестана. Абсолютная высота — 2340 метров над уровнем моря.

## Население
По данным переписи 2006 года население села составляло 242 человека (116 мужчин и 126 женщин). В Мумедже насчитывалось 80 домохозяйств. Уровень грамотности населения составлял 57,4 %. Уровень грамотности среди мужчин составлял 59,5 %, среди женщин — 55,6 %.
В 2016 году в селе имелось 159 домохозяйств и проживало 403 человека (197 мужчин и 206 женщин).
Среди жителей распространён диалект демавенди мазандеранского языка.